# Grzegorz Myćka
Grzegorz Myćka (ur. 1989 w Grodzisku Wielkopolskim) – grafik i ilustrator, doktorant na Wydziale Grafiki i Komunikacji Wizualnej Uniwersytetu Artystycznego w Poznaniu.
Zajmuje się grafiką warsztatową i projektową, ilustracją oraz krótkimi formami animowanymi.
Laureat krajowych i międzynarodowych konkursów plakatu, ilustracji i filmu animowanego.
Autor murali – np. pracy Rasizm przy ul. Solnej w Poznaniu.
Współtworzy grupę artystyczno-projektową BiG Poster, która zajmuje się m.in. prowadzeniem warsztatów z tworzenia plakatu czy wydawaniem czasopisma „BiG Poster Zin”. Członek kolektywu ilustratorów z Poznania „Ilu Nas Jest”.
Współzałożyciel i basista w zespole Morga.

## Wybrane nagrody i wyróżnienia
- Nagroda Ministra Kultury i Dziedzictwa Narodowego w 2012 r.
- Złoty medal na Międzynarodowej Wystawie „Satyrykon” w Legnicy w 2016 r.[7]
- Brązowy medal na Międzynarodowym Triennale Plakatu w Toyamie w Japonii w 2018 r.[8]
- I miejsce na Międzynarodowym Biennale Plakatu Oaxaca w Meksyku w 2018 r.[9]
- Nagroda Burmistrza Miasta Dachau na Międzynarodowym Biennale Plakatu Społeczno-politycznego w Oświęcimiu w 2018 r.[10]
- Nagroda Specjalna na Międzynarodowym Przeglądzie Plakatu PosterFest w Budapeszcze na Węgrzech w 2018 r.
- Nagroda Burmistrza Miasta Trnawa na Międzynarodowym Triennale Plakatu w Trnawie na Słowacji w 2018 r.[11]
- Grand Prix XXIV Otwartego Międzynarodowego Konkursu na Rysunek Satyryczny w Zielonej Górze w 2022 r.[12]
- Grand Prix Międzynarodowej Wystawy „Satyrykon” w Legnicy w 2023 r.[13]

Dwukrotny stypendysta Miasta Zielona Góra w dziedzinie sztuk plastycznych.
Uczestnik wielu międzynarodowych wystaw, m.in. Biennale del Cartel w Boliwii, Taiwan International Graphic Design Award, Triennale Plakatu w Trnawie, Międzynarodowego Biennale Plakatu w Warszawie, Biennale Plakatu Polskiego w Katowicach, Międzynarodowego Biennale Plakatu Teatralnego w Rzeszowie, Międzynarodowego Triennale Grafiki w Falun.